# Enrique Pérez Serantes
Enrique Pérez Serantes (Tuy, Pontevedra, España; 29 de noviembre de 1883-Santiago, Oriente, Cuba; 18 de abril de 1968) fue el arzobispo de Santiago de Cuba y primado de la Iglesia católica cubana entre 1948 y 1968.

## Nacimiento y estudios (1883-1921)
Hijo de una familia de agricultores gallegos, Enrique era el mayor de tres hermanos (Cesáreo y Regina). Estudió en el Seminario Conciliar de Orense entre 1897 y 1901. Este último año emigró a La Habana (Cuba) para evitar el reclutamiento militar. En 1902 se trasladó a Roma para estudiar en la Pontificia Universidad Gregoriana, donde se doctoró en 1910 de Sagrada Teología, Derecho Canónico y Filosofía Eclesiástica. Fue residente del Colegio Pio Latino Americano.
Fue ordenado sacerdote el 11 de septiembre de 1910 por el obispo de La Habana, monseñor Pedro Ladislao González y Estrada, que le nombró profesor del Real Seminario Conciliar de San Carlos y San Ambrosio. El 6 de julio de 1918 fue nombrado gobernador eclesiástico de la diócesis de Cienfuegos por Valentín Zubizarreta, entonces obispo de la diócesis de Camagüey, cargo que suponía atribuciones equivalentes a las episcopales.
Sacerdote de honda preocupación social, era habitual encontrar sus artículos en la prensa cubana de la época, donde no rehuía ningún asunto de actualidad. Así, sobre el derecho de huelga escribió en 1914 en el Diario de la Marina: «El obrero tiene derecho a los medios necesarios y legítimos que a este fin conducen [...] y si no los puede ejercer es justa la huelga, tiene derecho a la huelga y hasta necesidad, pues tiene obligación de conservar la vida de sus hijos y es la huelga un medio legítimo y hasta pacífico».

## Obispo de Camagüey (1922-1948)
El 13 de agosto de 1922 fue ordenado obispo de Camagüey por su predecesor, Valentín Zubizarreta. Se convirtió así, con 38 años, en el segundo prelado de una provincia de diócesis de 26 346 km² creada por Pío X en 1912. Según el censo provincial de ese año, en Camagüey había 228 913 habitantes, atendidos en quince parroquias y nueve iglesias no parroquiales. 
Durante los 26 años que estuvo al frente de esa diócesis, donde se caracterizó por su gran actividad constructora, ya que impulsó 50 nuevos templos entre iglesias y capillas, tanto en la capital como en el resto de la provincia. Sin embargo, el hecho que mejor definió a Pérez Serantes fue su decidida actuación tras el devastador ciclón de Santa Cruz del Sur en 1932. En él murieron más de 3000 cubanos y el propio obispo participó en las tareas de rescate, además de alojar durante meses a los heridos en el obispado, que había sido un hospital militar español. Esa actuación le valió el reconocimiento popular en toda la Isla y la concesión de la nacionalidad cubana por parte del gobierno republicano. Con ese pasaporte viajó el resto de su vida.
También de los tiempos de Camagüey es su amistad con Rafael Guízar y Valencia, hoy santo, que influyó poderosamente en la faceta misionera de Pérez Serantes. Mexicano de nacimiento, el ejemplo del P. Guízar le impulsó a promover escuelas profesionales para mujeres y reclamar la escolarización de los hijos de los obreros, muchos de ellos trabajadores ilegales. Junto a esta preocupación social, su gobierno se caracterizó por el apoyo entusiasta que dio a la Acción Católica cubana y su creciente influencia en la Conferencia de Obispos, antecedente de la actual Conferencia Episcopal.

## Arzobispo de Santiago y Primado de la Iglesia de Cuba (1949-1968)
El 8 de enero de 1949, a los 66 años edad, Enrique Pérez Serantes fue promovido a la sede primada de Santiago de Cuba en sustitución del fallecido Valentín Zubizarreta. Tomó posesión el 5 de marzo de ese mismo año y permaneció al frente de la primera archidiócesis cubana hasta su fallecimiento en 1968. 
En esas dos décadas vivió en primera persona turbulentos sucesos políticos y sociales, siempre con un papel mediador y crítico con los abusos de poder. En especial, a partir del 26 de julio de 1953, día del asalto en Santiago de Cuba al cuartel Moncada —segunda fortaleza del país— por un grupo de rebeldes liderado por un joven Fidel Castro de 26 años. 
Esta es una fecha capital en la biografía de Enrique Pérez Serantes, ya que en los días posteriores al ataque fue requerido por las fuerzas vivas de Cuba para evitar que Castro fuera fusilado. En esa misión llegó incluso a participar personalmente en la búsqueda del líder rebelde, que se escondió en las cercanías de la capital oriental hasta su rendición una vez que supo que Pérez Serantes era el garante de su vida.
Durante la década de 1950, el arzobispo oriental tejió un fuerte vínculo con el Movimiento 26 de Julio, grupo guerrillero alzado contra la dictadura del general Fulgencio Batista. A las reiteradas denuncias de Pérez Serantes de la violencia existente en Cuba, se unió su colaboración con el movimiento rebelde, en el que había una amplia mayoría de católicos, sobre todo en las ciudades, liderados por Frank País.

## Pérez Serantes y la Revolución Cubana (1959-1968)
Ese respaldo expreso a los insurrectos fue reconocido el 1 de enero de 1959, día de la victoria, por Fidel Castro, al que el prelado calificó como “hombre de dotes excepcionales”. En su legendario discurso de la noche del 1 al 2 de enero, Castro invitó a Pérez Serantes a aparecer junto a él en el balcón del Ayuntamiento de Santiago de Cuba, justo enfrente de la catedral, que abrió sus puertas para que el líder cubano pudiera ver el sagrario en todo momento. Poco tiempo después, Castro afirmó en la prensa "Los católicos de Cuba han prestado su más decidida colaboración a la causa de la libertad"  y, sobre la jerarquía eclesiástica, aseguró: 
"Yo les digo que esta es una revolución socialista sui generis y no tienen más que fijarse en el siguiente detalle: Es la primera revolución de este tipo en todo el mundo que se inicia con el apoyo total de la Iglesia".
En marzo de 1959 convenció a Fidel Castro de sustituir la sentencia de muerte a los acusados en el Juicio de los aviadores y sustituirla por privación de libertad. La progresiva influencia del ala comunista del Movimiento 26 de Julio convirtió a Pérez Serantes en opositor, en especial tras el multitudinario Congreso Católico Nacional de noviembre de 1959, en el que un millón de personas se reunió en La Habana para demostrar la fuerza del catolicismo cubano y mostrar preocupación por el giro prosoviético de la revolución. Esa actuación retrasó los planes de los hermanos Castro de establecer en 1960 un gobierno comunista en Cuba, pero la errática actuación de los EE. UU. durante la presidencia de John F. Kennedy ofreció al gobierno de Fidel Castro la oportunidad perfecta para aliarse a la Unión Soviética en 1961.
El año de 1961 fue crítico para los católicos cubanos, vigilados sobre todo tras el fracasado intento de invasión de bahía de Cochinos. A los miles de detenciones preventivas que ordenó el gobierno, se unió el hostigamiento a la Jerarquía católica, algunos de cuyos representantes fueron encarcelados. En ese escenario el arzobispo Pérez Serantes publicó una docena de pastorales (algunas famosas en su tiempo, siquiera por títulos tan provocadores como Roma o Moscú o Ni parias ni traidores) en los que criticaba los ataques a la libertad de enseñanza, la nacionalizaciones sin indemnización o una reforma agraria que despojaba de tierra a muchos pequeños propietarios. 
Dos de esas pastorales fueron analizadas personalmente por los presidentes norteamericanos Dwight Eisenhower y John Kennedy en sendas reuniones con sus servicios de inteligencia, como ha demostrado el investigador de Universidad de Georgetown Ignacio Uria, en su libro Iglesia y revolución en Cuba, primera biografía del prelado oriental y que obtuvo en 2011 el III Premio internacional Jovellanos de Historia.

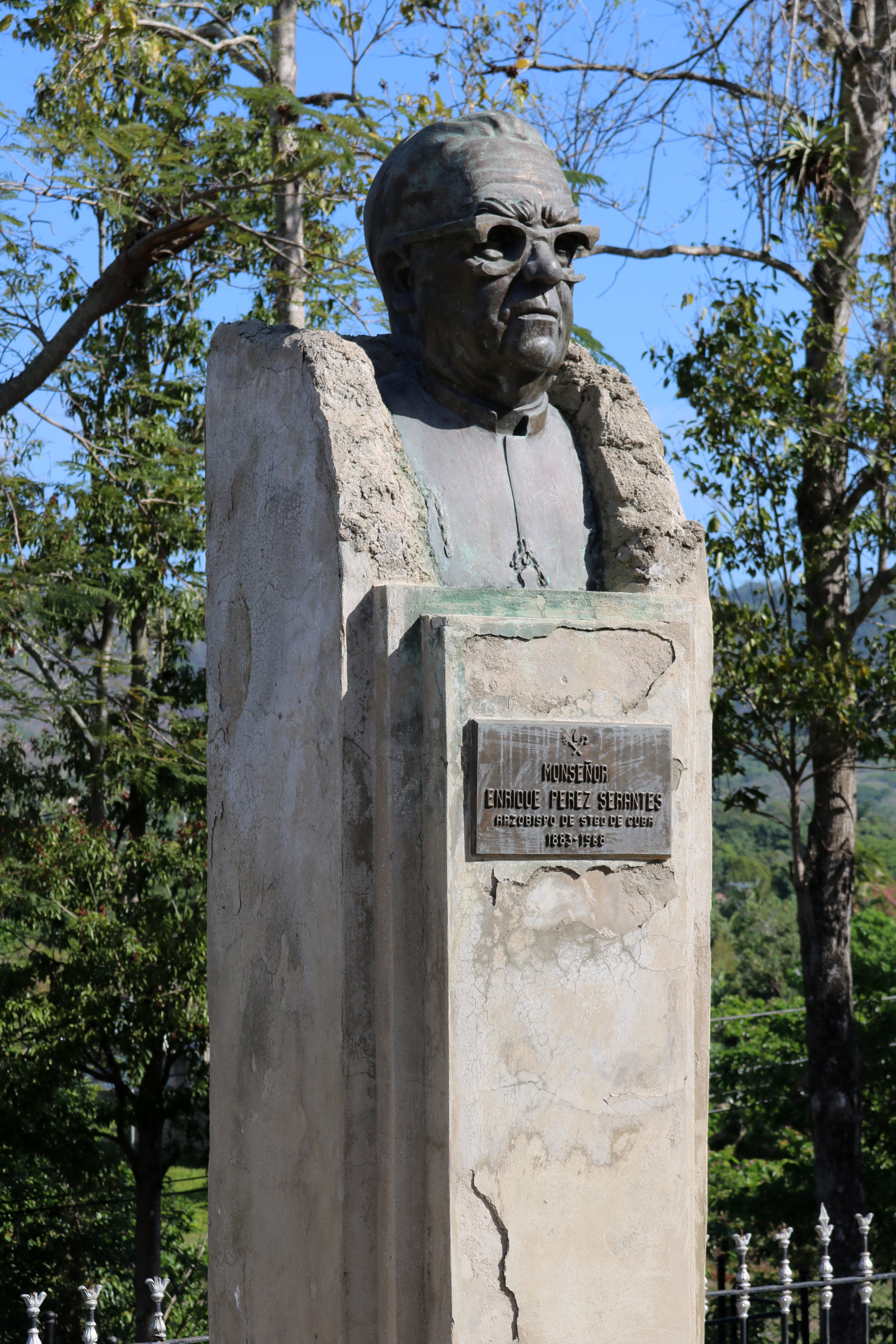
Busto del Arzobispo Enrique Pérez Serantes, en el Basílica Santuario Nacional de Nuestra Señora de la Caridad del Cobre, Cuba.

A partir de ese momento, el gobierno comunista cubano se centró en desmantelar cualquier tipo de organización que amenazara el proceso dirigido por los hermanos Castro y Ernesto Guevara. Poco a poco cayeron toda oposición y los medios de comunicación, al tiempo que la Iglesia católica vio disolverse sus asociaciones laicales (la Juventud Católica Obrera, la Acción Católica) y cómo se nacionalizaban sus colegios y hospitales. 
Anciano y enfermo, Pérez Serantes no pudo acudir al Concilio Vaticano II y en 1966, siguiendo los nuevos preceptos respecto a la jubilación de los obispos, presentó su renuncia a Pablo VI, que la rechazó en atención a su gran servicio a la Iglesia católica en Cuba. Sin embargo, a petición del propio Serantes, nombró como obispo auxiliar de la archidiócesis de Santiago de Cuba al sacerdote oriental Pedro Meurice Estiu, más tarde arzobispo de Santiago de Cuba y presidente de la Conferencia Episcopal cubana.
Hombre de profundas convicciones católicas, Enrique Pérez Serantes falleció en el Sanatorio de la Colonia Española de Santiago de Cuba el 18 de abril de 1968. Desde 2004 sus restos descansan en la catedral de Nuestra Señora de la Asunción de Santiago de Cuba.